# Ragnar Gripe
Ragnar Fredrik Gripe (ur. 9 września 1883 w Malmö, zm. 8 grudnia 1942 w Sztokholmie) – szwedzki żeglarz, olimpijczyk.
Na regatach rozegranych podczas Letnich Igrzysk Olimpijskich 1912 wystąpił w klasie 8 metrów zajmując 5 pozycję. Załogę jachtu K.S.S.S. tworzyli również Arvid Sjöqvist, Fritz Sjöqvist, Gustaf Månsson, Emil Hagström i Thorsten Grönfors.